# Tabuladora
|  | No s'ha de confondre amb tabulador. |

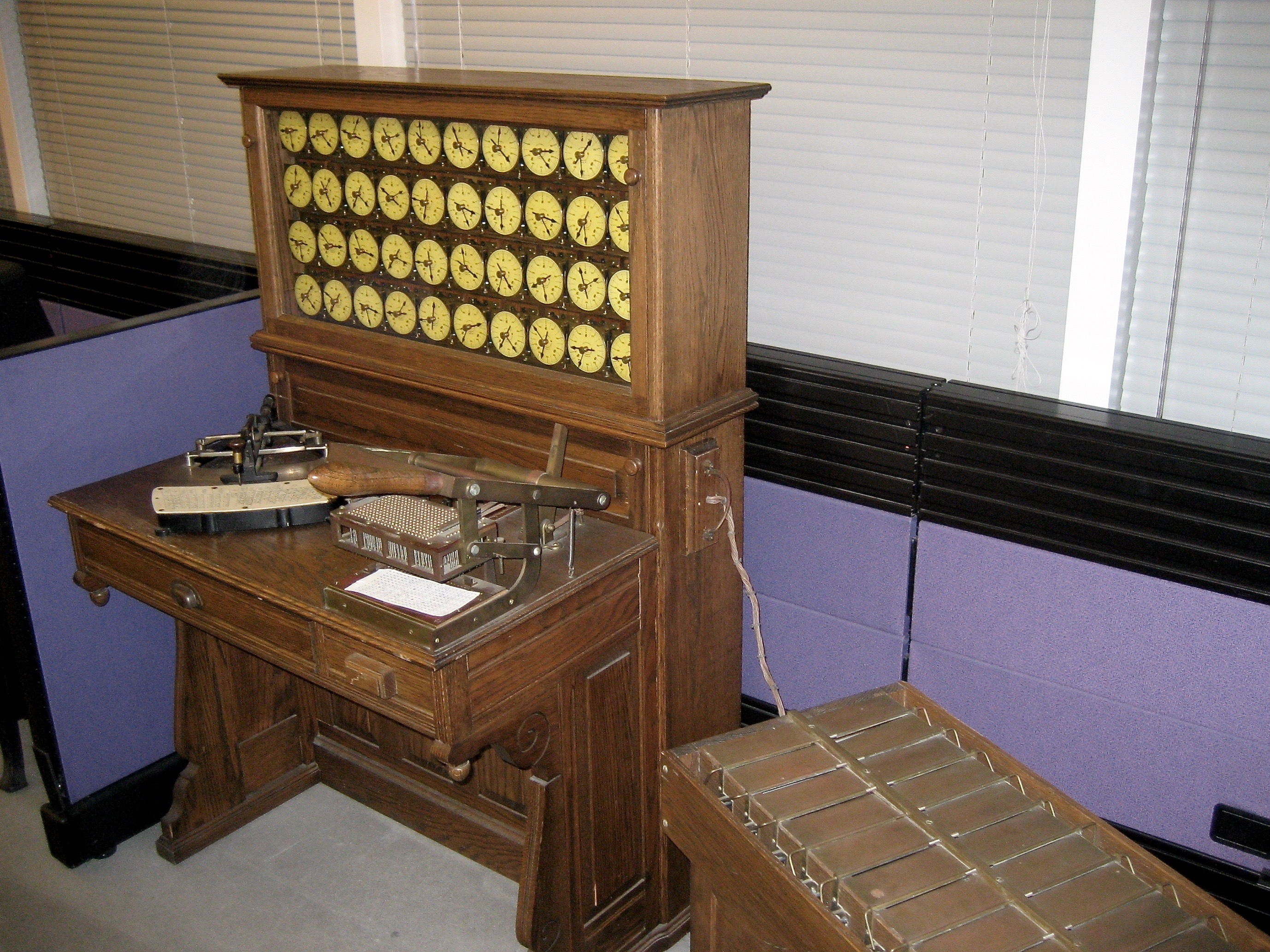
Tabuladora de Hollerith de 1890

La tabuladora  va ser una de les primeres màquines d'aplicació pràctica en el món de la informàtica.
El 1890 Herman Hollerith (1860 - 1929) havia desenvolupat un sistema electromecànic de targetes perforades basat en la lògica de Boole, aplicant-lo a una màquina tabuladora de la seva invenció. La màquina de Hollerith es va usar per tabular el cens dels Estats Units d'aquell any, el procés total va durar no més de dos anys i mig. Així, el 1896, Hollerith crea la Tabulating Machine Company, amb la qual pretenia comercialitzar la seva màquina. La fusió d'aquesta empresa amb altres dues, va donar lloc, el 1924, a la International Business Machines Corporation (IBM).

## Context històric
L'any 1790 es va realitzar el primer cens dels Estats Units. Les autoritats van poder disposar dels resultats en un temps raonable inferior als 9 mesos, però l'any 1860 el país havia canviat i la població s'havia multiplicat pràcticament per 10, fet que va suposar un problema pel nivell de la tecnologia present.
El cens de 1880 ja va tardar 7 anys en completar-se: la realització del cens començava a tornar-se impracticable. Amb intencions de posar fi a aquestes dificultats, el Departament Estatal de Cens va convocar un concurs el 1889 per aconseguir trobar nous equipaments per realitzar el cens de l'any següent. La màquina tabuladora de Herman Hollerith va ser la guanyadora, i gràcies al seu ús, el govern va poder disposar de les seves dades del cens en només 2 anys.

## Orígens de la màquina
L'origen de la màquina tabuladora es remunta al 1879, any en què Hollerith –amb 19 anys i recentment graduat a la Columbia School of Mines– va entrar a treballar a l'Oficina de Cens. Allà va tenir ocasió de treballar en la realització del cens de 1880, fet que li va permetre comprovar de primera mà la ineficiència del mètode utilitzat per a la recollida de dades totalment manual en aquell moment.
Durant la seva feina al cens, Hollerith va conèixer a John Shaw Billings, qui li va comentar que un procés mecànic com el de tabular dades hauria de ser dut a terme per màquines basades en el teler de Joseph Marie Jacquard. Hollerith era un home imaginatiu i la idea de Billings va fer desenvolupar el seu primer disseny. Aquest consistia en un sistema d'emmagatzematge basat en una cinta de paper, la qual es dividia en camps marcats amb tinta que contenien informació booleana: si eren perforats indicaven “cert”; si no ho eren, “fals”. Una vegada gravada, la informació podia ser llegida mitjançant un sistema electromecànic, amb el conseqüent estalvi de temps.
Hollerith va patentar el seu disseny el 1884 i durant els anys següents es va dedicar a aplicar el seu sistema pel comput estadístic de dades sanitàries mentre treballava paral·lelament per tal de millorar-lo. L'any 1887 ja havia abandonat les cintes de paper per les targetes perforades i el seu sistema es va fer servir per processar les dades sobre mortalitat a Baltimore. Les targetes permetien organitzar la informació de manera més lògica que les cintes de paper i facilitaven la correcció de dades. Els orificis eren quadrats per optimitzar l'ús de l'espai i la mida de les targetes era equivalent a la dels bitllets d'un dòlar per facilitar el seu emmagatzematge massiu.
El 8 de gener de 1889 li van concedir tres patents. Gràcies a aquest moviment, el mateix any va fundar la Tabulating Machine Company - que més tard arribaria a esdevenir junt amb una altra empresa la International Business Machines Corporation (IBM) - per explotar comercialment el seu disseny. Hollerith, per tant, obtingué el monopoli del procés de la informació.

## Resultats
Gràcies a la màquina tabuladora de Hollerith, el cens de 1890 ja es va realitzar només en 2 anys. La nova tecnologia va permetre, a més, reduir les despeses en concepte de confecció del cens en 5 milions de dòlars.
Aquest èxit va fer evidents els avantatges d'aquesta eina per realitzar les tasques de comptabilitat i inventaris. Amb la fundació de la Tabulating Machine Company, Hollerith començà a tenir varis clients, sobretot a Rússia. Aquests llogaven les seves màquines tabuladores i compraven les seves targetes, així com els equips necessaris per perforar-les.
Les tabuladores posteriors feien més coses a part de comptar i catalogar: es va mecanitzar el sistema d'entrada de targetes, i es va preparar perquè fos capaç de realitzar alguna operació senzilla, com sumes i ordenació de targetes.
Una de les seves ocurrències va ser la idea d'utilitzar diferents models de targetes perforades, una per cada client. La tabuladora del cens de 1890, per exemple, estava fabricada només per funcionar amb targetes del cens de 1890, i no podia fer una altra feina.
Amb el temps, es va arribar a fer un sistema que permetia configurar la funció de la màquina tocant només alguns cables. Això es podia fer a la seva Tabuladora Tipus I del 1906, i pot considerar-se com una de les primeres formes de programació.

## Funcionament
La idea principal en la qual es basa la màquina de Hollerith és que la targeta pot fer d'aïllant elèctric excepte en les zones foradades. Cada targeta se situa sobre varis recipients oberts i plens de mercuri. Per sobre de la targeta hi ha una sèrie de cables en forma de molla; un cable per cada possible forat de la targeta. Quan aquest conjunt de cables es pressionen contra la targeta, alguns d'ells (els que han quedat per sobre d'un forat) poden arribar a entrar dins els pots de mercuri, i així tancar el circuit elèctric.
Després de llegir cada targeta, la màquina fa varies coses: incrementa un comptador, fa sonar una campana per avisar a l'operari que ja l'ha llegit, i obre un calaix concret per emmagatzemar la targeta. El calaix escollit depèn de la informació llegida a la targeta.

## Models i cronologia
La primera tabuladora de Hollerith va ser utilitzada als EUA per realitzar el cens de l'any 1890.
La primera tabuladora desenvolupada per la Tabulating Machine Company (TMC) va sorgir l'any 1906. Aquesta tabuladora operava 150 targetes per minut.
La primera tabuladora-impressora de TMC es va desenvolupar l'any 1920.
La TMC Type IV Accounting Machine (després rebatejada com IBM 301) va ser marcar la transició de tabuladores a Accounting Machines. Aquesta màquina podia classificar 100 targetes per minut.
La IMB 401 va ser presentada l'any 1933. Aquesta era capaç de classificar 150 targetes per minut i dades alfanumèriques a 80 targetes per minut.
La IMB 405 es va presentar l'any 1934. Aquesta va ser durant molts anys la màquina bàsica d'IBM per comptabilitzar informació. En aquest model es va expandir la capacitat, major flexibilitat d'agrupació, entre d'altres. Va ser, també, el producte bàsic d'IBM durant la segona guerra mundial.
Els models 402 i 403 de l'any 1948 van ser successors modernitzats de la IBM 405.
La IBM 407 es va introduir l'any 1949 i, posteriorment, va ser adaptada per servir com a input/output perifèrics per a una sèrie de primeres calculadores i ordinadors. El seu model d'impressió es va utilitzar a la IBM 716 i, posteriorment, a la IBM 1130.